# 桐敷真次郎
桐敷 眞次郎（きりしき しんじろう、1926年8月31日 - 2017年12月7日）は、日本の建築史家・建築評論家。東京都立大学名誉教授、工学博士。東京府東京市神田区東神田生まれ。

## 経歴

### 学歴
- 1939年 - 東京市浅草区柳北尋常小学校卒業
- 1944年 - 東京高等師範学校附属中学校（現・筑波大学附属中学校・高等学校）卒業
- 1947年 - 第一高等学校理科甲類卒業
- 1950年 - 東京大学第二学部建築学科卒業
- 1953年 - 同第一工学部建築学科大学院（旧制）中退
- 1955年 - ロンドン大学コートールド美術研究所研究生（～1957年）
- 1959年 - 一級建築士
- 1962年 - 工学博士（東京大学）

### 職歴
- 1953年 - 旧・東京都立大学工学部建築工学科助手
- 1960年 - 同助教授
- 1971年 - 同教授
- 1990年 - 東京都立大学名誉教授
- 1990年 - 東京家政学院大学家政学部住居学科教授（～1997年）

## 受賞歴
- 昭和61年度日本建築学会賞（論文賞）、1986
- 第10回マルコ・ポーロ賞（イタリア文化会館）、1986
- 平成24年度日本建築学会賞大賞、2012

## 活動の概要
敗戦後の混乱のなか、一年上級の飯田喜四郎、堀内清治の二先輩とともに西洋建築史研究を志す。当時は海外渡航が不可能であったため、旧敵国の留学生制度を利用し、飯田がフランス（1953-56）へ、桐敷がイギリス（1955-57）へ渡航、次いで堀内が東大イラン・イラク発掘調査隊（1953-56）に参加。当時から、ごく自然に堀内が古代、飯田が中世、桐敷が近世・近代を分担し、研究や出版に万事協力し合う態勢をつくる。

### 西洋建築史に関する研究・監修・翻訳
- リチャーズ『近代建築とは何か』、彰国社、1952、再版1962
- 『新訂建築学大系5・西洋建築史（近世）』、彰国社、1956
- 『西洋建築史図集・改訂新版』（共著）、彰国社、1963
- ヴァルター・グロピウス『デモクラシーのアポロン』、彰国社、1972／ちくま学芸文庫、2013
- 熊本大学・共同研究『地中海建築・調査と研究』全4巻（共著）、日本学術振興会、1979
- 『パラーディオ「建築四書」注解』、中央公論美術出版、1986
- 『イタリアの住居システム』、住宅研究総合財団、1989
- ワトキン『建築史学の興隆』、中央公論美術出版、1993
- ピラネージ『カンプス・マルティウス』復刻監修・解説、本の友社、1993
- 『ピラネージと「カンプス・マルティウス」』（岡田哲史と共著）、本の友社、1993
- 『イタリア建築図面集成』全5巻、復刻監修・解説、本の友社、1993-94
- キャロウェー『図解百科・様式の要素：英米住宅デザイン事典』監修・共訳、同朋舎出版、1994
- ウォード・パーキンズ『ローマ建築』、本の友社、1996
- ベルトッティ・スカモッツィ『アンドレア・パラーディオの建築と図面』復刻監修・解説、本の友社、1998
- ピーター・マレー『ルネサンス建築』、本の友社、1998
- 『西洋建築史』、共立出版、2001
- 『近代建築史』、共立出版、2001
- グイドーニ『原始建築』、本の友社、2002
- ショワジー『建築史』上・下、中央公論美術出版、2008
- 『スコット「ヒューマニズムの建築」注解』、中央公論美術出版、2011

### 日本建築史に関する研究と翻訳
- 『明治の建築』、日本経済新聞社、1996、同復刻版（本の友社）、2001
- 太田博太郎編：稲垣栄三・伊藤延男・平井聖・田中正大『日本の建築と庭園（Japanese Architecture and Gardens）』（英訳）、国際文化振興会・便利堂、1966
- 『大浦天主堂』、中央公論美術出版、1968
- 『天正・慶長・寛永期江戸市街建設における景観設計』、東京都立大学都市環境整備研究報告24（6-1）、1971
- 『慶長・寛永期駿府における都市景観設計および江戸計画との関連』、東京都立大学都市環境整備研究報告28（6-1）、1972
- 『万治江戸測量図の測量方法について』、日本建築学会大会学術講演梗概集、1979年5月
- 『神田柳原河岸煉瓦街について』、日本建築学会大会学術講演梗概集、1980年9月
- 『銀座三等煉瓦復原考』、日本建築学会大会学術講演梗概集、1981年9月
- 平井聖『バイリンガル日本のすまい』（英訳監修）、市ヶ谷出版社、1998

### 現代建築および文化財保護に関する論説
- 『文化財保存の哲学』、「文化財の知識」pp.82-104、京都府文化財保護基金、1975
- “Basic Problems of the Cultural Environment”, The International Congress of Scientists on the Human Environment, Kyoto（国際環境保存科学者会議・京都）、1975
- 『耐久建築論：建築意匠と建築構法のあいだ』、季刊カラムNo.78、1980年10月
- 『耐久建築論の背景』、建築保全No.11、1981年1月
- 『古建築における鉄材の使用とその耐久性』、季刊カラムNo.93、1984年7月
- 『建築と建築史をめぐって』、東京都立大学最終講義、1990年2月
- 『近代建築史』、共立出版、2001
- 『ジェフリー・スコットの生涯と業績』（『スコット「ヒューマニズムの建築」注解』付録）、2011